# Karl Nüßgens
Karl Nüßgens (* 13. November 1914 in Aachen; † 21. November 1998) war ein deutscher Jurist.

## Werdegang
Nüßgens kam als Sohn eines Lehrers zur Welt. Er studierte Rechtswissenschaften an den Universitäten Bonn und Freiburg und wurde 1939 in Bonn promoviert. Ab 1949 war er dort Lehrbeauftragter und ab 1969 Honorarprofessor für Bürgerliches Recht und Zivilprozessrecht. 
Vom 3. Februar 1964 bis 30. November 1982 Bundesrichter am Bundesgerichtshof und ab Juni 1976 Vorsitzender des III. Zivilsenats.
Seit 1933 war er Mitglied der katholischen Studentenverbindung KDStV Staufia Bonn.

## Ehrungen
- 1983: Großes Verdienstkreuz der Bundesrepublik Deutschland